# Одбегла млада
Одбегла млада или Згодна млада (енгл. Runaway Bride) је америчка романтична комедија из 1999. године са Џулијом Робертс у улози девојке која постаје позната у целој Америци зато што бежи са својих венчања. Захваљујући заради коју је остварио, филм се налази на осмом месту на листи комерцијално најуспешнијих романтичних комедија. Продукција филма трајала је десет година, а главне улоге нуђене су Сандри Булок, Деми Мур, Харисону Форду, Мелу Гибсону и Мајклу Дагласу.

## Улоге
| Глумац           | Улога             |
| ---------------- | ----------------- |
| Џулија Робертс   | Меги Карпентер    |
| Ричард Гир       | Ајк Грејем        |
| Џоун Кјузак      | Пеги Флеминг      |
| Хектор Елизондо  | Фишер             |
| Кристофер Мелони | Боб Кели          |
| Пол Дули         | Волтер Карпентер  |
| Рита Вилсон      | госпођа Грејем    |
| Донал Лог        | отац Брајан Норис |